# Индустријска зона Шерне (Терамо)
Индустријска зона Шерне је насеље у Италији у округу Терамо, региону Абруцо.
Према процени из 2011. у насељу је живело 10 становника. Насеље се налази на надморској висини од 8 м.